# Firth of Forth
De Firth of Forth (Schots-Gaelisch: Linne Foirthe) is het estuarium of firth van de Schotse rivier de Forth. Het water ligt ten noorden van de hoofdstad Edinburgh en ten zuiden van de regio Fife.
Het estuarium wordt overspannen door twee hangbruggen voor autoverkeer (Forth Road Bridge en Queensferry Crossing) en de Forth Bridge, een spoorbrug van 2,46 km lang. De meer landinwaarts gelegen Kincardine Bridge wordt als het begin van het estuarium gezien.
Langs het water liggen veel steden die veel scheepvaartindustrie hebben en petrochemische industrie vanwege de goede verbinding met de booreilanden op de Noordzee.
In het estuarium ligt een aantal eilanden, waarvan het vogelreservaat Bass Rock waarschijnlijk het bekendst is.

## Verwijzingen
De  progressieverockgroep Genesis schreef een nummer Firth of Fifth, een titel die een woordspeling vormt op Firth of Forth. Het verscheen op hun album Selling England by the Pound.

## Trivia
- Nederlandse scholieren denken vaak dat er sprake is van twee variaties van dezelfde naam, waarbij wordt gedacht aan het Nederlandse woord "of". Maar ook in het Engels heet het estuarium Firth of Forth, niet Firth or Forth.